# Kimberly (Alabama)
Kimberly – miasto w Stanach Zjednoczonych, w stanie Alabama, w hrabstwie Jefferson. W roku 2023 miasto zamieszkiwały 4463 osoby, a gęstość zaludnienia wynosiła 429,1 osoby/km².